# اتحاد سانت كيتس ونيفيس لكرة القدم
تأسس اتحاد سانت كيتس ونيفيس لكرة القدم في عام 1932م وانضم إلى الإتحاد الدولي لكرة القدم في 1992م وإنضم إلى اتحاد أمريكا الشمالية لكرة القدم في 1990م.

## روابط خارجية
- الموقع الرسمي
- سانت كيتس ونيفيس على موقع الفيفا